# فرنك ريبو
فرنك ريبو (بالفرنسية: Franck Riboud)‏ هو رائد أعمال فرنسي، ولد في 7 نوفمبر 1955 في ليون في فرنسا.

## وصلات خارجية
- فرنك ريبو على موقع مونزينجر (الألمانية)